# Christoph Heyder
Christoph Heyder, né le 3 juin 1974 est un bobeur allemand.

## Palmarès

### Championnats monde
- : médaillé d'argent en bob à 4 aux championnats monde de 2004.